# Bulbophyllum alinae
Espèce
Synonymes
- Bulbophyllum alinae Szlach.[2]
- Bulbophyllum saltatorium var. saltatorium[2]
- Phyllorchis saltatoria (Lindl.) Kuntze[2]
- Phyllorkis saltatoria (Lindl.) Kuntze[2]

Bulbophyllum alinae Slazch. est une espèce de plantes à fleurs de la famille des Orchidaceae et du genre Bulbophyllum. C'est une orchidée endémique du Cameroun.

## Étymologie
Son épithète spécifique alinae fait référence à l'épouse de Dariusz Szlachetko, Alina.

## Biologie
Elle possède des pseudobulbes de 2 à 2,5 cm de longueur et atteignant 0,8 cm de diamètre. distants de 2,5 à 3 cm les uns des autres, coniques-ovoïdes, triangulaires à orné de 5 côtés, vert clair, unifoliés, une feuille pétiolée, assez épaisse, coriace, obtuse, vert pâle en dessous, obtuse, une inflorescence dense, atteignant 40,5 cm, glabre, composée d'environ 25 fleurs, un rachis non aplati, des fleurs glabres, vert-jaune, un labelle avec des poils rouge-violet foncés, recourbé et élargi à la base, oblong-lancéolé, charnu, des bractées florales d'environ 0,6 cm, ovales-lancéolées, aiguës.

## Distribution
On la trouve sur le Mont des éléphants au Cameroun.

## Écologie
Ces épiphytes se développent sur de grosses branches d'arbre en forêts atlantiques littorales et biafréennes de basse à moyenne altitude.